# Mitsui O.S.K. Lines

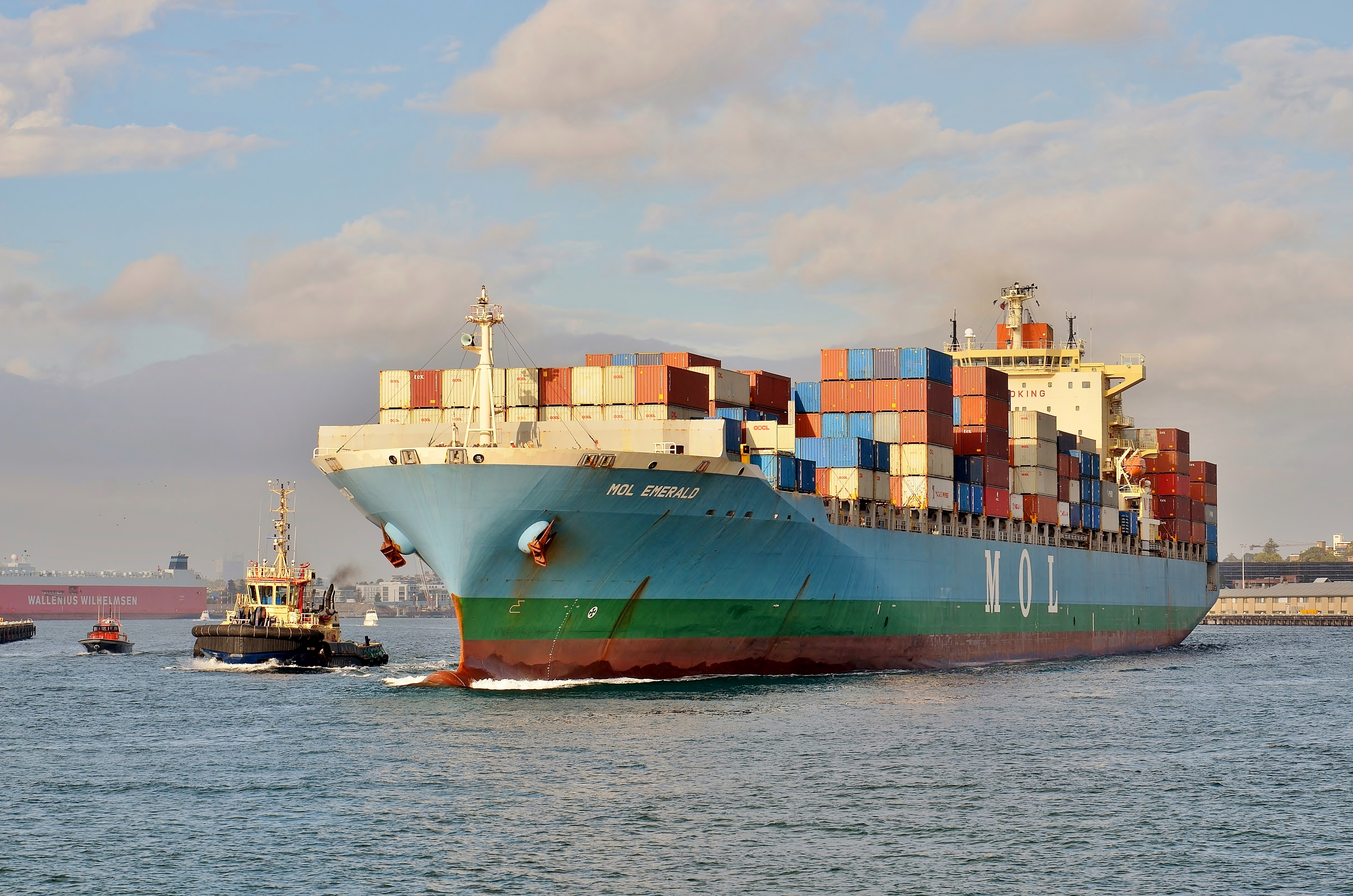
MOL Emerald in de haven van Fremantle.

Mitsui O.S.K. Lines, Ltd. (Japans: 株式会社商船三井, Kabushiki-gaisha Shōsen Mitsui; MOL) is een wereldwijd concern en een van 's werelds grootste multi-modale transportorganisaties.

## Activiteiten
MOL heeft de beschikking over een vloot van zo'n 800 schepen in eigendom of onder charter/joint ownership en is hiermee een van de grootste reders ter wereld. MOL is in veel marktsegmenten actief, het vervoer van droge bulkproducten, zoals ijzererts, is een belangrijk onderdeel met een aandeel in de totale omzet van zo'n 25% en de vloot telde per 31 maart 2021 zo'n 270 schepen. De vloot voor energieproducten, zoals aardolie, lng en steenkool, is 368 schepen groot en is naar omzet gemeten iets groter dan de droge bulkscheepvaart. De grootste activiteit betreft het minderheidsbelang in Ocean Network Express (ONE), een containerrederij, in combinatie met autotransporten en veerdiensten.
In Nederland is de reder aandeelhouders in de Rotterdam World Gateway containerterminal op de Tweede Maasvlakte. Deze terminal werd op 15 september 2015 officieel geopend.

## Geschiedenis
In 1884 werd Osaka Shosen Kaisha (OSK Lines) opgericht. In 1964 vond een omvangrijke consolidatie van de Japanse scheepvaartsector plaats. Zes rederijen werden samengevoegd tot drie rederijen en door de fusie van OSK Lines en Mitsui Steamship ontstond Mitsui O.S.K. Lines. Verder gingen Nitto Shosen en Daido Kaiun samen op in Japan Line en tot slot was Yamashita-Shinnihon Steamship het resultaat van de fusie van Yamashita Kisen en Shinnihon Kisen. In 1989 gingen deze laatste twee bedrijven ook weer samen op in de nieuwe rederij Navix Line. Tien jaar later in 1999 fuseerden Mitsui O.S.K. Lines en Navix Line en gingen verder onder de naam MOL.

### Fusie containeractiviteiten
In oktober 2016 maakten Mitsui O.S.K. Lines en twee andere Japanse reders, Nippon Yusen Kaisha Line (NYK) en Kawasaki Kisen Kaisha (K Line), bekend hun containeractiviteiten onder te brengen in een nieuw bedrijf met de naam is Ocean Network Express (ONE). Na de fusie ontstond de op vijf na grootste containervervoerder ter wereld met een marktaandeel van ongeveer 7%. De drie hebben in totaal 256 schepen en ONE heeft een omzet van ruim 17 miljard euro per jaar. In juli 2017 werd het nieuwe bedrijf geformaliseerd en vanaf 1 april 2018 worden de diensten samen uitgevoerd. K Line en Mitsui O.S.K. Lines hebben beide elk 31% van de aandelen en NYK is de grootste aandeelhouder met een belang van 38%.